# Illa de Fogo
L'illa de Fogo (Dja r’ Fogu en crioll capverdià) és una illa de l'arxipèlag de Cap Verd, en el grup de les illes de Sotavento. És la més alta del grup, elevant-se prop de 3.000 m sobre el nivell del mar al Pico do Fogo.

## Toponímia
Una violenta erupció va tenir lloc en 1680, fent-se visible el cim de l'illa en centenars de quilòmetres a la rodona. Va ser durant aquesta erupció quan l'illa va passar a ser coneguda amb el seu actual nom, antigament el seu nom era São Filipe.

## Orografia
Gairebé tota l'illa és un volcà actiu l'última erupció del qual data de 2014. Exhibeix una caldera de 9 km d'ample, amb parets d'1 quilòmetre d'altura. Aquesta caldera té una bretxa en la seva vora oriental, i un gran bec s'eleva al centre. El con central des troba el punt més alt de l'illa, i el seu cim és uns 100 m més alta que la paret contigua de la caldera. La lava del volcà ha aconseguit la costa oriental de l'illa en temps històrics.
Una petita localitat, anomenada Chã das Caldeiras, es troba al peu del volcà. Els seus residents són evacuats periòdicament, quan es produeixen erupcions.

## Història
Fogo fou vista per primer cop em 1456 per Vicente Dias junt amb Alvise Cadamosto i Antoniotto Usodimare, però no fou descoberta en 1460 pel capità genovès António de Noli al servei d'Enric el Navegant i la corona portuguesa. Va ser batejada inicialment com a São Filipe (Sant Felip), fins que l'erupció de proporcions arrabassadores va canviar a l'actual nom.
La història de Fogo va associada al ritme capritxós del volcà que va modificant el paisatge amb les seves erupcions. Els portuguesos es van establir en 1500 a l'illa, que va arribar a tenir una nombrosa població esclava.
La gran erupció de 1680 va fer que gran part de la població va emigrar a la veïna Illa Brava. En 1785 l'erupció va dipositar la lava en la part nord-est de l'illa fent-la créixer, on avui s'assenta la vila de Mosteiros. Posteriorment es van produir les erupcions de 1799, 1847, 1852 i 1857. Gairebé un segle després es va produir l'erupció de 1951 i l'última del segle xx va ser en 1995. El 23 de novembre de 2014 va entrar de nou en erupció.
L'emigració es va iniciar en 1850, sobretot a Amèrica del Nord. La revolució civil de 1910 a Portugal va portar a l'aristocràcia i als terratinents de tornada a Portugal. Hi ha un petit museu a Fogo que il·lustra aquesta trajectòria històrica.

## Demografia
La població de l'illa ha evolucionat segons la següent taula:

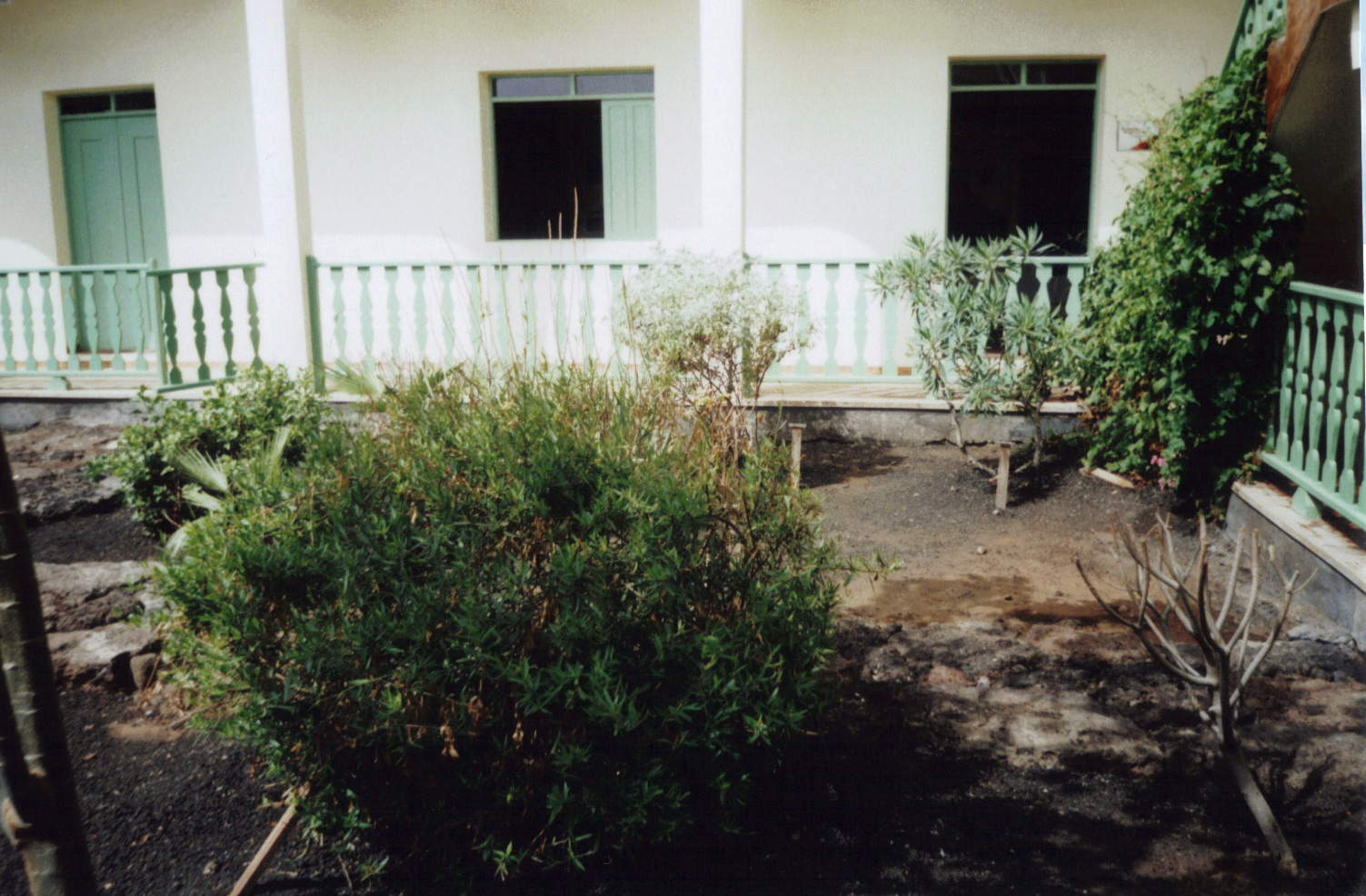
Plantes endèmiques al pati del museu a São Filipe.

| Gràfica d'evolució demogràfica de Illa de Fogo entre 1940 i 2010 |
|                                                                  |

## Divisió administrativa
L'illa és dividida en tres municipis, subdividits en freguesies:
- Mosteiros
  - Nossa Senhora da Ajuda
- Santa Catarina do Fogo
  - Santa Catarina do Fogo
- São Filipe
  - Nossa Senhora da Conceição
  - São Lourenço

## Personatges il·lustres
- Henrique Teixeira de Sousa
- Ana Procópio
- Pedro Monteiro Cardoso
- Andreino Ginelson Rodrigues